# Liste der Baudenkmale in Gröden (Brandenburg)
In der Liste der Baudenkmale in Gröden sind alle Baudenkmale der brandenburgischen Gemeinde Gröden und ihrer Ortsteile aufgelistet. Grundlage ist die Veröffentlichung der Landesdenkmalliste mit dem Stand vom 31. Dezember 2023.

## Legende
In den Spalten befinden sich folgende Informationen:
- ID-Nr.: Die Nummer wird vom Brandenburgischen Landesamt für Denkmalpflege vergeben. Ein Link hinter der Nummer führt zum Eintrag über das Denkmal in der Denkmaldatenbank. In dieser Spalte kann sich zusätzlich das Wort Wikidata befinden, der entsprechende Link führt zu Angaben zu diesem Denkmal bei Wikidata.
- Lage: die Adresse des Denkmales und die geographischen Koordinaten. Link zu einem Kartenansichtstool, um Koordinaten zu setzen. In der Kartenansicht sind Denkmale ohne Koordinaten mit einem roten beziehungsweise orangen Marker dargestellt und können in der Karte gesetzt werden. Denkmale ohne Bild sind mit einem blauen bzw. roten Marker gekennzeichnet, Denkmale mit Bild mit einem grünen beziehungsweise orangen Marker.
- Bezeichnung: Bezeichnung in den offiziellen Listen des Brandenburgischen Landesamtes für Denkmalpflege. Ein Link hinter der Bezeichnung führt zum Wikipedia-Artikel über das Denkmal.
- Beschreibung: die Beschreibung des Denkmales
- Bild: ein Bild des Denkmales und gegebenenfalls einen Link zu weiteren Fotos des Baudenkmals im Medienarchiv Wikimedia Commons

## Über die Gemeindegrenzen hinaus
| ID-Nr.                           | Lage | Bezeichnung | Beschreibung | Bild               |
| -------------------------------- | ---- | --- | --- | ------------------ |
| 09136464                         | ()   | Grenzsteine 161, 167 und 176 der preußisch-sächsischen Grenze an der Landesgrenze zu Sachsen, Nr. 161: Gemarkung Großthiemig, Flur 14, Flurstück 249 Nr. 167: Gemarkung Gröden, Flur 14, Flurstück 188 Nr. 176: Gemarkung Wainsdorf, Flur 3, Flurstück 546 | Die Grenzsteine befinden sich an der Kreisgrenze Riesa und Großenhain.                                                   | ein Bild hochladen |
| 09136464 Teilobjekt zu: 09135503 | ()   | Grenzstein | Der Grenzstein 167 aus der Zeit von 1828 / 1835 befindet sich südöstlich der Ortslage, an der Landesgrenze nach Sachsen. | ein Bild hochladen |

## Baudenkmale in Gröden

### Gröden
| ID-Nr.   | Lage                                                      | Bezeichnung                                    | Beschreibung | Bild                                           |
| -------- | --------------------------------------------------------- | ---------------------------------------------- | --- | ---------------------------------------------- |
| 09135395 | (Lage)                                                    | Dorfkirche                                     | Die evangelische Kirche stammt aus dem Mittelalter. Der Turm wurde 1582 bis 1594 errichtet. Im Inneren befindet sich ein Altar aus der Zeit Anfang des 16. Jahrhunderts. | Dorfkirche                                     |
| 09136150 | Dorfstraße, Elsterwerdaer Straße, Ortrander Straße (Lage) | Kriegerdenkmal                                 | Das Denkmal erinnert an die im Deutschen (1866) und im Deutsch-Französischen Krieg (1870–1871) gefallenen Dorfbewohner. Errichtet wurde es im Jahre 1891 vom Grödener Militär-Verein. | Kriegerdenkmal                                 |
| 09135783 | Elsterwerdaer Straße 3 (Lage)                             | Gaststätte „Rautenstrauchs Erben“              | Bei dem Gasthaus handelt es sich um ein eingeschossiges Gebäude mit Mansarddach. Datiert wird es inschriftlich auf das Jahr 1796. | Gaststätte „Rautenstrauchs Erben“              |
| 09135397 | Großenhainer Straße 26 (Lage)                             | Kindergarten                                   | Es handelt sich hier um ein zweigeschossiges Gebäude mit Satteldach. Entstanden ist es im Jahre 1962. | Kindergarten                                   |
| 09135398 | Neue Straße 11 (Lage)                                     | Wohnhaus und Atelier von Professor Hans Nadler | Das Gebäudeensemble gehörte einst dem in der Region als Schradenmaler bekannt gewordenen Künstler Hans Nadler. Er ließ 1906 auf dem von ihm erworbenen Grundstück das mit einem Mansarddach versehene Wohnhaus errichten und nutzte es in der Folgezeit bis zu seinem 1958 erfolgenden Tod als Wohn- und Wirkungsstätte. | Wohnhaus und Atelier von Professor Hans Nadler |
| 09135399 | Ortrander Straße 1 (Lage)                                 | Schlegels Gaststätte mit Kelleranlage          | Bei dem Bauwerk handelt es sich um ein eingeschossiges Gebäude mit Krüppelwalmdach. Die Entstehung wird inschriftlich auf das Jahr 1830 datiert. | Schlegels Gaststätte mit Kelleranlage          |